# Giochi di potere (film 1992)
Giochi di potere (Patriot Games) è un film del 1992 diretto da Phillip Noyce, tratto dal romanzo Attentato alla corte d'Inghilterra di Tom Clancy.
È la seconda pellicola a portare sul grande schermo il personaggio di Jack Ryan: in quest'occasione Harrison Ford subentra ad Alec Baldwin nel ruolo dopo Caccia a Ottobre Rosso. Ne seguirà una terza, Sotto il segno del pericolo.

## Trama
L'analista in pensione della CIA Jack Ryan è in vacanza con la moglie Cathy e la figlia Sally a Londra ed assistono ad un attacco terroristico a Lord William Holmes, Segretario di Stato per l'Irlanda del Nord.  Ryan interviene e viene ferito durante l'azione, ma uccide uno dei terroristi, il cui fratello, lo spietato separatista Sean Miller, gli giura vendetta. Durante la convalescenza, Ryan viene chiamato a testimoniare in tribunale contro Miller, che fa parte di una cellula terroristica impazzita dell'Esercito Repubblicano Irlandese Provvisorio venendo poi condannato.
I compagni sopravvissuti di Miller, guidati dal loro leader Kevin O'Donnell, fanno parte della Provisional IRA, una fazione che non ha accettato la fine della guerra contro i britannici e si è staccata dall'IRA e dalla sua controparte politica, il partito Sinn Féin. Per questo, i dirigenti delle due organizzazioni lo condannano a morte, ma O'Donnell sfugge all'esecuzione e manda una sua compagna dell'IRA a uccidere il messaggero che lo aveva esortato a fermarsi. Mentre Sean Miller viene trasferito all'HM Prison Albany sull'isola di Wight, al convoglio di scorta viene tesa un'imboscata dai suoi compagni guidati da O'Donnell, che uccidono gli agenti di polizia e fuggono. I terroristi fuggono in Nord Africa, in un campo di addestramento internazionale, per pianificare un altro tentativo di rapimento su Lord Holmes, ma Miller persuade molti membri del gruppo anche ad accompagnarlo negli Stati Uniti per uccidere Ryan e la sua famiglia.
Jack Ryan riceve la visita del suo ex superiore, il vice ammiraglio James Greer, vice-direttore della CIA. Greer lo informa dell'evasione e gli chiede di rientrare nell'agenzia per trovare Miller, ma Ryan rifiuta prefereendo una vita tranquilla. Giorni dopo però Ryan sopravvive a un tentativo di assassinio di due terroristi irlandesi, fuori dall'Accademia Navale degli Stati Uniti dove insegna, mentre Miller ed un altro uomo provocano un incidente stradale a Cathy e Sally, che rimangono ferite entrambe. Infuriato per l'attacco alla sua famiglia, Ryan decide di tornare alla CIA.
Il lavoro di Ryan lo porta a concludere che Miller si è rifugiato in un campo di addestramento in Libia. Una squadra dello Special Air Service attacca e uccide tutti nel campo mentre Ryan guarda attraverso un feed satellitare in diretta. All'insaputa di Ryan, Miller ed i suoi compagni erano già fuggiti dal campo e stavano andando negli Stati Uniti per inscenare il loro prossimo attacco.
Lord Holmes decide di visitare Ryan a casa sua per presentare ufficialmente il suo cavalierato onorario. Ryan accetta invitandolo per la sera del suo compleanno, a cui interverrà anche il capitano di corvetta Robby Jackson (amico di Ryan all'Accademia Navale). Con l'aiuto dell'assistente di Lord Holmes, che è un traditore, il gruppo di Miller traccia Holmes nella casa di Ryan nel Maryland. I terroristi uccidono gli agenti del DSS e gli agenti della Polizia di Stato a guardia della residenza e tentano di rapire Lord Holmes, ma Ryan scopre casualmente la cosa. Ryan porta in salvo Holmes e la sua famiglia con l'aiuto di Jackson, mentre tenta di attirare Miller e i suoi compagni lontano da casa.
La squadra di salvataggio ostaggi dell'FBI si precipita a raccogliere Holmes. Ryan sviluppa uno stratagemma per lasciare la sua famiglia e Lord Holmes alle spalle, vicino a una battigia, mentre corre via dalla costa su una barca. Miller, O'Donnell e Annette seguono l'esempio e lo inseguono su una barca secondaria. Dopo aver capito che Ryan li sta portando via da Holmes, O'Donnell e Annette cercano di convincerlo a girarsi. Ma un infuriato Miller uccide entrambi e cerca Ryan trovandolo e raggiungendolo sulla barca dove inizia un confronto con Ryan che riesce ad impalare Miller a un'ancora uccidendolo.

## Riconoscimenti
- 1993 - ASCAP Award
  - Top Box Office Films a James Horner
- 1993 - Young Artist Awards
  - Nomination Miglior attrice giovane 10 anni o meno a Thora Birch